# العلاقات البريطانية النمساوية
العلاقات البريطانية النمساوية هي العلاقات الثنائية التي تجمع بين المملكة المتحدة والنمسا.

## مقارنة بين البلدين
هذه مقارنة عامة ومرجعية للدولتين:
| وجه المقارنة                                              | المملكة المتحدة                 | النمسا                                                    |
| --------------------------------------------------------- | ------------------------------- | --------------------------------------------------------- |
| المساحة (كم2)                                             | 242.50 ألف                      | 83.86 ألف                                                 |
| عدد السكان (نسمة)                                         | 66.02 مليون                     | 8.81 مليون                                                |
| الكثافة السكانية (ن./كم²)                                 | 272.25                          | 105.06                                                    |
| العاصمة                                                   | لندن                            | فيينا                                                     |
| اللغة الرسمية                                             | لغة إنجليزية، اللغة الويلزية    | اللغة الألمانية، لغة الإشارة النمساوية ‏                   |
| العملة                                                    | جنيه إسترليني                   | يورو، شلن نمساوي، رايخ مارك، شلن نمساوي                   |
| الناتج المحلي الإجمالي (بليون دولار)                      | 2.62 تريليون                    | 416.60 مليار                                              |
| الناتج المحلي الإجمالي (تعادل القوة الشرائية) بليون دولار | 2.72 تريليون                    | 426.99 مليار                                              |
| الناتج المحلي الإجمالي الاسمي للفرد دولار أمريكي          | 43.88 ألف                       | 43.77 ألف                                                 |
| الناتج المحلي الإجمالي للفرد دولار أمريكي                 | 40.23 ألف                       | 47.68 ألف                                                 |
| مؤشر التنمية البشرية                                      | 0.907                           | 0.885                                                     |
| رمز المكالمات الدولي                                      | +44                             | +43                                                       |
| رمز الإنترنت                                              | .uk، .gb                        | .at                                                       |
| المنطقة الزمنية                                           | توقيت غرينيتش، توقيت غرب أوروبا | توقيت وسط أوروبا، ت ع م+01:00، ت ع م+02:00، أوروبا/فيينا ‏ |

## مدن متوأمة
في ما يلي قائمة باتفاقيات التوأمة بين مدن بريطانية ونمساوية:
- ترتبط East Grinstead [الإنجليزية]‏ مع شفاتس باتفاقية توأمة.
- ترتبط Sherborne [الإنجليزية]‏ مع يودنبورغ باتفاقية توأمة.
- ترتبط كوفنتري مع غراتس باتفاقية توأمة منذ 1959.

## منظمات دولية مشتركة
يشترك البلدان في عضوية مجموعة من المنظمات الدولية، منها:
| علم المنظمة | اسم المنظمة                               | تاريخ انضمام المملكة المتحدة | تاريخ انضمام النمسا |
| ----------- | ----------------------------------------- | ---------------------------- | ------------------- |
|             | بنك التنمية الآسيوي                       | 1966                         | 1966                |
|             | الاتحاد الأوروبي                          | 1973                         | 1995                |
|             | وكالة ضمان الاستثمار متعدد الأطراف        | 12 أبريل 1988                | 16 ديسمبر 1997      |
|             | منظمة التعاون الاقتصادي والتنمية          | 2 مايو 1961                  | ?                   |
|             | الأمم المتحدة                             | 24 أكتوبر 1945               | 14 ديسمبر 1955      |
|             | الوكالة الدولية للطاقة                    | ?                            | ?                   |
|             | الفريق المعني برصد الأرض                  | ?                            | ?                   |
|             | مركز تنسيق الحركة في أوروبا ‏              | ?                            | ?                   |
|             | منظمة حظر الأسلحة الكيميائية              | ?                            | ?                   |
|             | منظمة التجارة العالمية                    | 1995                         | ?                   |
|             | منظمة الشرطة الجنائية الدولية             | ?                            | ?                   |
|             | البنك الإفريقي للتنمية                    | ?                            | ?                   |
|             | منظمة الأمن والتعاون في أوروبا            | 25 يونيو 1973                | 25 يونيو 1973       |
|             | مؤسسة التنمية الدولية                     | 24 سبتمبر 1960               | 28 يونيو 1961       |
|             | نظام تحكم تكنولوجيا القذائف               | 1987                         | 1991                |
|             | يونسكو                                    | 4 نوفمبر 1946                | 13 أغسطس 1948       |
|             | مجلس أوروبا                               | 5 مايو 1949                  | ?                   |
|             | الاتحاد البريدي العالمي                   | ?                            | ?                   |
|             | البنك الدولي للإنشاء والتعمير             | 27 ديسمبر 1945               | 27 أغسطس 1948       |
|             | المرصد الأوروبي الجنوبي                   | 2002                         | 2008                |
|             | الاتحاد الدولي للاتصالات                  | 24 فبراير 1871               | 1866                |
|             | مؤسسة التمويل الدولية                     | 20 يوليو 1956                | 28 سبتمبر 1956      |
|             | المنظمة الأوروبية لسلامة الملاحة الجوية   | 1960                         | 1993                |
|             | المركز الدولي لتسوية المنازعات الاستشارية | 18 يناير 1967                | 24 يونيو 1971       |
|             | مجموعة أستراليا                           | 1985                         | 1989                |
|             | مجموعة الموردين النوويين                  | ?                            | ?                   |

## وصلات خارجية
- موقع وزارة الخارجية البريطانية
- موقع وزارة الخارجية النمساوية